# تقطیر با تأثیر نمک
تقطیر با تاثیر نمک(به انگلیسی: Salt-effect distillation) نوعی از تقطیر استخراجی است که در آن با حل کردن نمک در مخلوط می توان فراریت نسبی را بالا برده و نقاط آزئوتروپ ایجاد شده را از بین برد.